# ФК Глейси Юнайтед
Глейси Юнайтед (на английски: Lincoln Red Imps FC) е полупрофесионален футболен отбор от Гибралтар, задморска територия на Великобритания. Основан през 1965 година. Играят в Гибралтарска първа дивизия. Мачовете си играе на стадион „Виктория“.

## Успехи
- Първа дивизия
  -  Шампион (17): 1965/66, 1966/67, 1967/68, 1968/69, 1969/70, 1970/71, 1971/72, 1972/73, 1973/74, 1975/76, 1980/81, 1981/82, 1982/83, 1984/85, 1988/89, 1996/97, 1999/2000
- Купа на Скалата:
  -  Носител (5): 1975, 1981, 1982, 1997, 1998
  -  Финалист (1): 2020/21
- Суперкупа
  -  Носител (2): 2000, 2005
- Купа на лигата
  -  Носител (13): 1966, 1969, 1970, 1974, 1975, 1978, 1979, 1980, 1996, 1997, 2000, 2002